# Drahov
Drahov település Csehországban, a Tábori járásban. Drahov Val, Vlkov, Kardašova Řečice, Pleše, Újezdec, Veselí nad Lužnicí és Zlukov településekkel határos. Lakosainak száma 149 fő (2024. január 1.).

## Népesség
A település lakosságának változását az alábbi diagram mutatja:
| Lakosok száma | 386  | 373  | 416  | 258  | 251  | 171  | 164  | 160  | 156  | 149  |
|               | 1869 | 1890 | 1921 | 1950 | 1980 | 2001 | 2017 | 2019 | 2022 | 2024 |